# Parafia Miłosierdzia Bożego w Rzeplinie
Parafia Miłosierdzia Bożego w Rzeplinie – znajduje się w dekanacie Wrocław Krzyki w archidiecezji wrocławskiej. Erygowana w 2005 roku.
Obsługiwana przez księży archidiecezjalnych. Jej proboszczem jest ks. mgr Mieczysław Michajluk.

## Parafialne księgi metrykalne
| Księgi metrykalne | Okres ewidencji |
| ----------------- | --------------- |
| chrztów           | 26.06.2006 -    |
| ślubów            | 26.06.2006 -    |
| zgonów            | 26.06.2006 -    |